# Campbell Scott
Campbell Whalen Scott (* 19. července 1961, New York, USA) je americký herec, režisér a producent.
Pochází z umělecké rodiny jeho otec byl herec a oscarový režisér George C. Scott a matka byla známá kanadská herečka Colleen Dewhurstová. Vystudoval historii a drama na Lawrence University ve Wisconsinu a posléze také absolvoval soukromé herecké kurzy.
Po studiích vystupoval v různých amerických divadlech, nejprve na mimobroadwayských scénách, později se úspěšně etabloval i na newyorské Broadwayi.
Proslavil se především díky filmovým rolím: George Tunner ve filmu Pod ochranou nebe a Richarda Parkera ve filmech Amazing Spider-Man a Amazing Spider-Man 2 a seriálovým rolím: Borise Kuester von Jurgens-Ratenicze v seriálu Milionový lékař, Marka Ushera v seriálu Dům z karet a Josepha Tobina v seriálu Patty Hewes - nebezpečná advokátka.

## Filmografie

### jako herec

#### Film
| Rok  | Název                                   | Role                            | Poznámky |
| ---- | --------------------------------------- | ------------------------------- | --- |
| 1987 | Pět rohů                                | policista                       | |
| 1990 | Ain't No Way Back                       | Fletcher Kane                   | |
| 1990 | Pod ochranou nebes                      | George Tunner                   | |
| 1990 | Společník na dlouhé trati               | Willy                           | |
| 1991 | Znovu po smrti                          | Doug                            | |
| 1991 | Zemřít mladý                            | Victor Geddes                   | nominace – Filmová cena MTV v kategorii objev roku |
| 1992 | Mládí                                   | Steve Dunne                     | |
| 1993 | Nevinný                                 | Leonard                         | |
| 1994 | Mrs. Parker a začarovaný kruh           | Robert Benchley                 | nominace – Independent Spirit Awards v kategorii nejlepší mužský herecký výkon v hlavní roli |
| 1995 | Kéž bych to byl já                      | Dr. Gabriel Rodman              | |
| 1996 | Cesta do města                          | Eddie Masler                    | také výkonný producent |
| 1996 | Žranice                                 | Bob                             | také producet a režisér (se Stanleym Tuccim)Boston Society of Film Critics Award v kategorii nejlepší nový režisér New York Film Critics Circle Awards v kategorii nejlepší nový režisér nominace – Deauville Film Festival Grand – speciální ocenění nominace – Independent Spirit Award v kategorii nejlepší první film nominace – Sundance Film Festival – Cena Poroty (drama) |
| 1997 | Labyrint lží                            | Joseph A. 'Joe' Ross            | |
| 1998 | Lež má krátké nohy                      | Ray                             | |
| 1998 | Podvodníci                              | Meistrich                       | |
| 1999 | Top of the Food Chain                   | Dr. Karel Lamonte               | |
| 1999 | Odpíchnout se                           | Fredrickson                     | |
| 1999 | Lush                                    | Lionel 'Ex' Exley               | |
| 2000 | Nevěra naruby                           | John                            | |
| 2001 | Nenarozený                              | Kevin                           | |
| 2002 | Roger Dodger                            | Roger Swanson                   | National Board of Review Awards v kategorii nejlepší mužský herecký výkon v hlavní roli nominace – Independent Spirit Awards v kategorii nejlepší mužský herecký výkon v hlavní roli |
| 2003 | Tajné životy zubních lékařů             | David Hurst                     | také producent |
| 2004 | Svatý Ralph                             | otec George Hibbert             | nominace – Genie Awards v kategorii nejlepší mužský herecký výkon ve vedlejší roli |
| 2004 | Marie a Bruce                           | Tommy                           | |
| 2005 | Miláček                                 | Paul's Father                   | |
| 2005 | V moci ďábla                            | Ethan Thomas                    | |
| 2005 | Můj kamarád gepard                      | Peter                           | |
| 2005 | The Dying Gaul                          | Jeffery Tishop                  | také producent |
| 2007 | Hudbu složil, slova napsal              | Sloan Cates                     | |
| 2007 | Crashing                                | Richard McMurray                | |
| 2007 | Poslední týden                          | Vypravěč                        | |
| 2008 | Phoebe v říši divů                      | Ředitel Davis                   | |
| 2008 | One Week                                | Vypravěč                        | |
| 2009 | Krásný Harry                            | David Kagan                     | |
| 2009 | The National Parks: America's Best Idea | Různé historické postavy (hlas) | |
| 2010 | Beware the Gonzo                        | Arthur Gilman                   | |
| 2010 | God in America                          | Vypravěč                        | |
| 2011 | Love, Lots of It                        | Muž                             | |
| 2012 | Amazing Spider-Man                      | Richard Parker                  | |
| 2012 | Still Mine                              | Gary                            | |
| 2012 | Eye of the Hurricane                    | Bill Folsom                     | |
| 2012 | Clinton                                 | Vypravěč                        | |
| 2013 | A Lotus 'Til Reckoning                  | Pete                            | |
| 2013 | Before I Sleep                          | mladý Eugene                    | |
| 2014 | Amazing Spider-Man 2                    | Richard Parker                  | |
| 2016 | Manhattan Night                         | Simon Crowley                   | |
| 2016 | A Long Time for Lovers                  | Reportér                        | |
| 2018 | The Chaperone                           | Alan Carlisle                   | |
| 2022 | Jurský svět: Nadvláda                   | Lewis Dodgson                   | |
| —    | A Book of Common Prayer                 |                                 | |
| —    | The 11th Green                          | Jeremy Rudd                     | |

###### Televize
| Rok       | Název                              | Role                               | Poznámky                                      |
| --------- | ---------------------------------- | ---------------------------------- | --------------------------------------------- |
| 1986      | L.A. Law                           | strážník Clayton                   | díl: „Sidney, the Dead-Nosed Reindeer“        |
| 1987      | Family Ties                        | Eric Matthews                      | díl: „Invasion of the Psychologist Snatchers“ |
| 1990      | The Kennedys of Massachusetts      | Joseph P. Kennedy, Jr.             | mini-série, 3 díly                            |
| 1997      | Liberty! The American Revolution   | Thomas Jefferson                   | dokumentární mini-série, 5 dílů               |
| 1998      | Milostný dopis                     | Scott Corrigan                     | TV film                                       |
| 1998      | Oholený klenotník                  | Ben Carlyle                        | TV film                                       |
| 2000      | Hamlet                             | Hamlet                             | TV film, také režisér a producent             |
| 2001      | Jdi za svou hvězdou                | David McCune                       | TV film                                       |
| 2002      | Pilotova žena                      | Roger Hart                         | TV film                                       |
| 2006      | Six Degrees                        | Steven Caseman                     | vedlejší role, 13 dílů                        |
| 2006      | Poslední dny planety Země          | William Phillips                   | TV film                                       |
| 2009–2016 | Milionový lékař                    | Boris Kuester von Jurgens-Ratenicz | hlavní role, 57 dílů                          |
| 2010      | Patty Hewes - nebezpečná advokátka | Joe Tobin                          | vedlejší role, 13 dílů                        |
| 2012      | Muži, kteří vybudovali Ameriku     | Vypravěč                           | mini-série, 4 díly                            |
| 2014      | Černá listina                      | Owen Mallory / Michael Shaw        | díl: „Kyperská agentura (č. 64)“              |
| 2015      | Allegiance                         | záhadný muž na randeti             | díl: „Pilot“                                  |
| 2016      | Sex&Drugs&Rock&Roll                | Sám sebe                           | vedlejší role                                 |
| 2017–2018 | Dům z karet                        | Mark Usher                         | vedlejší role, 19 dílů                        |
| 2017      | Lore                               | George Brown                       | díl: „They Made a Tonic“                      |
| 2018      | Dietland                           | Stanley Austen                     | vedlejší role, 6 dílů                         |
| 2018      | Frontiersmen                       | Vypravěč                           | díl: „Live Free or Die“                       |
| 2018      | American Experience                | Vypravěč                           | díl: „The Secret of Tuxedo Park“              |
| 2019      | At Home with Amy Sedaris           | Yves St Au Jus                     | díl: „Creativity“                             |
| 2019      | Instinct                           | Pasternack                         | díl: „Grey Matter“                            |
| 2019      | Soundtrack                         | Frank O'Brien                      | hlavní role, 10 dílů                          |
| 2019      | Adult Ed.                          | Carter                             | 3 díly                                        |

### jak režisér

#### Film
| Rok  | Název                   | Poznámky |
| ---- | ----------------------- | -------- |
| 1996 | Žranice                 |          |
| 2000 | Hamlet                  |          |
| 2001 | Final                   |          |
| 2003 | Zapomenuté místo        |          |
| 2009 | Company Retreat         |          |
| 2019 | A Book of Common Prayer |          |